# Capperia taurica
Capperia taurica — вид бабочек из семейства пальцекрылок.

## Описание
Размах крыльев 16 мм. Голова покрыта плотно прилежащими чешуйками коричнево-серого цвета. Лоб с рядом беловатых чешуек между основаниями усиков. Губные щупики тонкие, длинные (до 2 раз больше диаметра глаза), направленные вперед. Второй членик усиков лишён щетки чешуек, темно-коричневого цвета, с 2 косыми светлыми перевязями: в основании и у вершины. Третий членик усиков посередине и на вершине с белыми чешуйками. Усики сверху имеют хорошо выраженные чёрные и белые перехваты. Глаза, в особенности сзади и снизу, окружены белыми чешуйками. Грудь и тегулы коричнево-серого цвета, вершина тегул белая. Передние крылья Capperia taurica темно-коричнево-пепельного цвета, с небольшим бронзовым отливом. Рисунок на крыльях образован белыми и светло-пепельными поперечными перевязями, пятнами и штрихами черноватого цвета. Перед серединой крыла имеются небольшие беловатые пятнышка, ограниченные спереди чёрным цветом. Бахромка крыльев тёмная, в вершинной части с 2 черными штрихами.

## Ареал
Вид Capperia taurica первоначально описан по экземпляру самки, пойманному в 1983 году в Крыму (Краснополье, вблизи с. Доброго). Впоследствии найден на Северном Кавказе.

## Биология
Биология вида не изучена. Активны вечером на сухих склонах. Время лёта приходится на май. Бабочки Capperia taurica летают низко над травой, совместно с другими видами молей. Кормовые растения гусениц неизвестны. Близкородственные виды развиваются на листьях и листовых черешках пустырника, чистеца альпийского, дубровника пурпурного и чесночного. Предположительно гусеницы Capperia taurica также могут быть трофически связаны с этими видами растениями.